# Marie-Pierre Brasset
Pour les articles homonymes, voir Brasset.
Marie-Pierre Brasset est une compositrice québécoise née en 1981 dans la ville de Dolbeau-Mistassini au Saguenay-Lac-Saint-Jean.

## Biographie

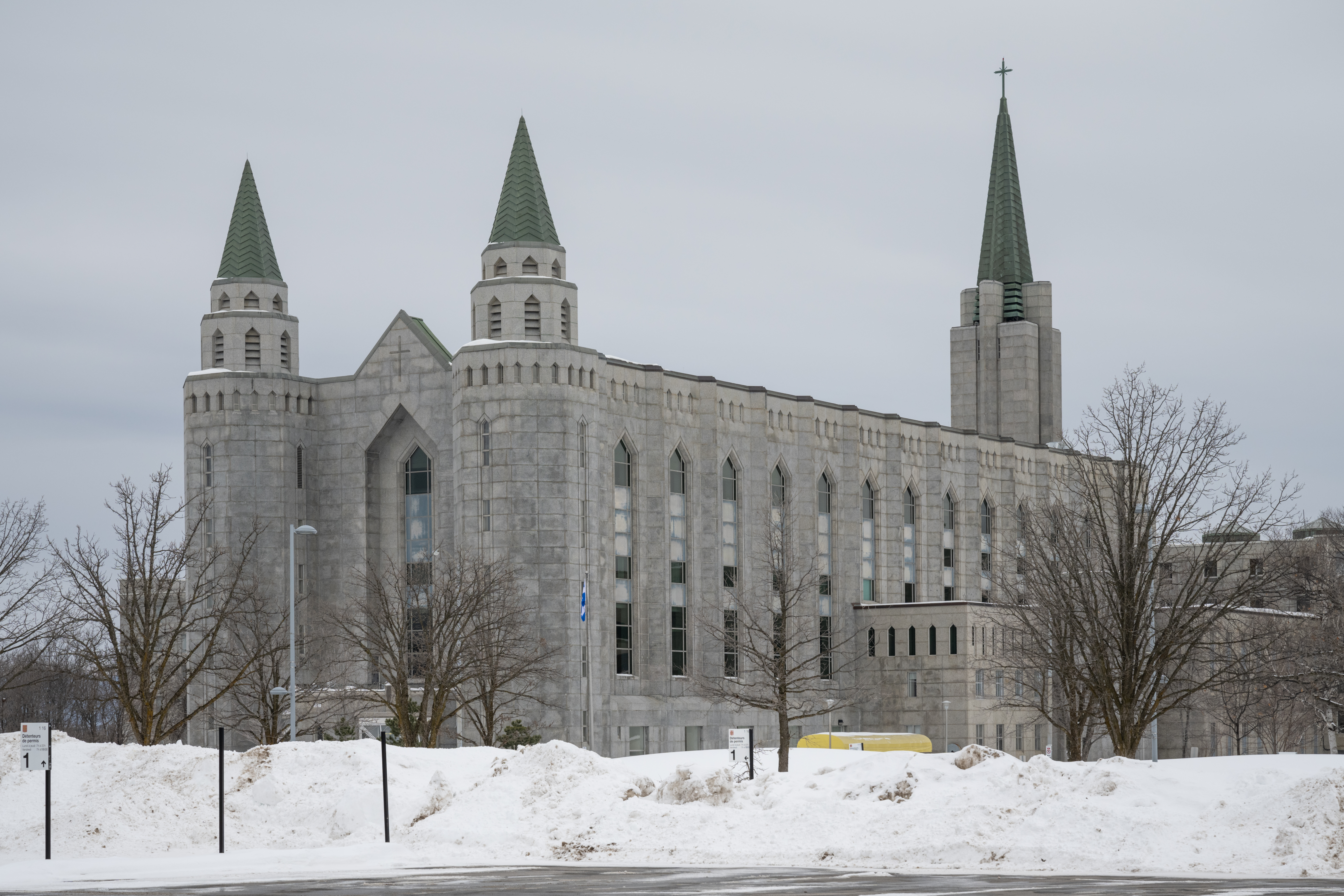
Pavillon Louis-Jacques Casault - Université Laval

Marie-Pierre Brasset (également connue sous le nom de Marie-Pierre Brasset-Villeneuve) suit des cours de piano dès son tout jeune âge à l’École de musique de Chicoutimi. Après cette expérience en tant qu’interprète, elle se tourne vers l’écriture de la musique. Elle entame d'abord ses études universitaires en 2003 à l’UQAM dans le baccalauréat en Histoire, Culture et Société. Par la suite, elle complète le baccalauréat de composition à l’Université Laval. Elle termine ce baccalauréat en 2007 dans la classe du professeur de composition Éric Morin.
Brasset participe à plusieurs concours lors de ses débuts en tant que compositrice. À la même année de sa graduation, elle participe au concours de composition appelé Composer’s Kitchen, donné à Montréal par le Quatuor Bozzini. Ce quatuor joue Passages, une pièce écrite pour quatuor à cordes par Brasset, lors de leur concert du 28 avril 2007. Elle participe ensuite aux 7e rencontres internationales de composition en 2008, compétition amicale donnée par le Conservatoire à Rayonnement Régional de Cergy-Pontoise en France, et y gagne deux prix : le prix de la Communauté d'Agglomération et le prix du jury.
Marie-Pierre Brasset complète une maîtrise au Conservatoire de musique de Montréal dans la classe du compositeur Michel Gonneville en 2010.
Brasset travaille avec plusieurs ensembles différents dans sa carrière. Sa pièce Mouvances Migratoires est jouée par l’Ensemble Musique Avenir en 2009, au Conservatoire de musique de Montréal. Une de ses pièces va être présentée par le Quatuor Alcan en 2011 à la salle Pierrette-Gaudreault, alors qu’en 2013, le Nouvel Ensemble Moderne (NEM) joue un de ses quatuor à cordes à la salle Claude-Champagne. D’autres ensembles avec qui elle a travaillé incluent l’Ensemble contemporain de Montréal (ECM+), Choros, Fiolûtröniq, Ensemble Prisme, ainsi que le Trio Fibonacci, qui joue sa pièce La Lune en octobre 2023.
En 2014, Brasset lance une émission de radio intitulée Pulsar qui est diffusée sur les ondes de CISM 89,3 à Montréal. L’émission discute de plusieurs sujets entourant la scène musicale contemporaine.
Elle entame comme projet de créer un opéra de chambre à forme ouverte nommé La Piñata. Lors du développement de cette oeuvre, Brasset passe une entrevue avec PanM360 où elle explique que son style musical « est la plupart du temps strictement acoustique. » En 2016, Marie-Pierre Brasset enseigne comme chargée de cours à l’Université de Montréal jusqu’en 2020. Elle complète son doctorat en composition à cette même école en 2019, en écrivant une thèse finale sur l’opéra contemporain et les processus qui l'ont menée à la création de La Piñata. Brasset planifie de faire jouer son opéra à la Salle Henri-Gagnon de l’Université Laval en septembre de la même année, mais la représentation est reportée en raison de la pandémie globale. Le projet est porté par l’Ensemble Lunatik et l’ensemble Erreur de type 27. L'œuvre finale dure 70 minutes. En 2020, l’Orchestre Métropolitain la contacte pour l’inviter à jouer l’une de ses pièces à l’occasion du Festival des arts de Saint-Sauveur. La même année, elle remporte une bourse dans le premier Concours de composition de l’Orchestre Métropolitain. Elle est l’une des quatre gagnantes dans ce concours qui reçoit 84 candidatures cette année.
Marie-Pierre Brasset s’implique également dans quelques projets sur la musique électronique et expérimentale, comme L’envers du monde en 2023. Cette pièce est inspirée d’un poème d’Anne Hébert du même nom, poème qui se retrouve dans le livre Le tombeau des rois. Brasset est invitée par le Centre d'Expressions Musicales (CEM) à venir faire présenter cette pièce à leur résidence de création. La pièce est représentée lors d’un concert tenu le 16 novembre 2023 à Chicoutimi-Nord.
Au long de sa carrière, elle écrit aussi de nombreux articles pour la revue Circuit et pour les sites PanM360 et cettevilleétrange. Ses articles discutent souvent de la musique contemporaine et mettent en vedette des compositeurs contemporains. Elle rédige également quelques critiques de concert, notamment sur le concert Illusions et sur celui de l’Ensemble Paramirabo.

## Articles écrits
Pour PanM360 :
- 2011 : Luci Mie Traditrici
- 2014 : Matalon & Hurel: Tramages
- 2015 : Thought And Desire
- 2015 : John Cage: Four
- 2016 : Alfred Schnittke / Psaumes de la pénitence
- 2017 : Katana of Choice
- 2018 : Double bass
- 2019 : Occam Ocean 2
- 2020 : Guido Cantelli: The Complete Warner Recordings
- 2020 : Vox Humana - Music by Debussy, Marais, Boulanger
- 2020 : The Koroliov Series Vol. XXII.  Feuilles Nocturnes
- 2020 : aboutCAGE Vol.3, ONE10 & TWO6
- 2020 : What’s Next Vivaldi?
- 2020 : Marc Yeats: The Anatomy of Melancholy
- 2020 : Tribute to Miyoshi
- 2020 : Beethoven: Songs & Folksongs
- 2020 : Vinko Globokar: Les Soliloques décortiqués

## Discographie[18]

### Œuvres vocales
- Pourquoi je veux vous parler de Savonarole
- Sur la respiration
- Le chant de Petite Peste
- La Piñata
- Le Quai des noyés
- Car corps comme folie sans mots

### Œuvres solo
- Solitude/Yielding
- Le lotissement du ciel
- Non mais oui
- Âges

### Musique de chambre
- L’Amoureux
- Cou_coupé
- Pripiat
- Échappée
- La St-Cyriac
- Dyea
- Re-birth
- Chants
- Esquisses pour trio
- Mouvances migratoires
- Passage

### Œuvres pour orchestre
- Le Lac

### Autres œuvres
- Création
- Quatre visions tirées du Liber vitae meritorum